# 4 Aquilae
4 Aquilae, som är stjärnans Flamsteed-beteckning, är en ensam stjärna belägen i den mellersta delen av stjärnbilden Örnen. Den har en genomsnittlig skenbar magnitud på ca 5,02 och är svagt synlig för blotta ögat där ljusföroreningar ej förekommer. Baserat på parallax enligt Gaia Data Release 2 på ca 6,7 mas, beräknas den befinna sig på ett avstånd på ca 480 ljusår (ca 149 parsek) från solen. Den rör sig närmare solen med en heliocentrisk radialhastighet av ca -13 km/s.

## Egenskaper
4 Aquilae är en blå till vit stjärna i huvudserien av spektralklass B9 V. Den klassades 1982 som en Be-stjärna av Arne Sletteback, vilket betyder att den omges av joniserad gas. Stjärnan roterar snabbt och har en projicerad rotationshastighet på 259 km/s, och ses från jorden nästan på ekvatornivå.  Den har en massa som är ca 3,5 solmassor, en radie som är ca 3 solradier och utsänder ca 294 gånger mera energi än solen från dess fotosfär vid en effektiv temperatur av ca 11 000 K.
4 Aquilae är en eruptiv variabel av Gamma Cassiopeiae-typ (GCAS), som varierar mellan visuell magnitud +5,00 och 5,05 utan någon fastställd amplitud eller periodicitet.